# Affär är affär (film)
Affär är affär (engelska: Big Business) är en amerikansk komedifilm med Helan och Halvan från 1929 regisserad av James W. Horne.

## Handling
Helan och Halvan är julgransförsäljare och försöker sälja julgranar. De prövar med en vresig man spelad av James Finlayson, men han vill inte ha. Efter att de upprepade gånger försökt sälja en gran till honom får de en av granarna förstörda av Finlayson. Då bestämmer sig Helan och Halvan för att förstöra hans hus.

## Om filmen
Filmen har visats flera gånger i Sverige, dock under olika titlar. Utöver sin premiärtitel Affär är affär har den visats under titlarna Helan och Halvan jagar kosing och Helan och Halvan som julgransförsäljare.

## Rollista
- Stan Laurel – Stan (Halvan)
- Oliver Hardy – Ollie (Helan)
- James Finlayson – den vresige mannen
- Tiny Sandford – polisen
- Charlie Hall – granne
- Lyle Tayo – ensamstående kvinna